# Cheiloneurus lineascapus
Cheiloneurus lineascapus is een vliesvleugelig insect uit de familie Encyrtidae. De wetenschappelijke naam is voor het eerst geldig gepubliceerd in 1910 door Gahan.